# Weier- und Winterbach
Weier- und Winterbach este o arie protejată (arie specială de conservare — SAC, sit de importanță comunitară — SCI) din Germania întinsă pe o suprafață de 221,5 ha, integral pe uscat.

## Localizare
Centrul sitului Weier- und Winterbach este situat la coordonatele 50°42′28″N 8°08′36″E / 50.7078°N 8.1433°E.

## Înființare
Situl Weier- und Winterbach a fost declarat sit de importanță comunitară în octombrie 2000 pentru a proteja 2 specii de animale. Situl a fost protejat și ca arie specială de conservare în decembrie 2003.

## Biodiversitate
Situată în ecoregiunea continentală, aria protejată conține 6 habitate naturale: Cursuri de apă de la nivel de câmpie la nivel montan, cu vegetație Ranunculion fluitantis și Callitricho-Batrachion, Liziere de ierburi înalte hidrofile de câmpie și de nivel montan până la alpin, Fânețe de joasă altitudine (Alopecurus pratensis, Sanguisorba officinalis), Păduri de fag Luzulo-Fagetum, Păduri pe pante, grohotișuri și ravene de Tilio-Acerion, Păduri aluvionare cu Alnus glutinosa și Fraxinus excelsior (Alno-Padion, Alnion incanae, Salicion albae).
La baza desemnării sitului se află mai multe specii protejate de  nevertebrate (2): Lycaena helle, phengaris nausithous (Maculinea nausithous).
Pe lângă speciile protejate, pe teritoriul sitului au mai fost identificate 25 de specii de plante.